# Johnson-Maus
Die Johnson-Maus (Pseudomys johnsoni) ist ein Nagetier aus der Gattung der Australischen Mäuse. Diese Art wurde 1983 entdeckt und 1985 wissenschaftlich beschrieben.

## Merkmale
Die Johnson-Maus erreicht eine Kopf-Rumpf-Länge von 61 bis 64 mm, eine Schwanzlänge von 76 bis 95 mm, eine Hinterfußlänge von 17 bis 18,5 mm, eine Ohrenlänge von 12 bis 13 mm und ein Gewicht von 9 bis 17 g. Die Weibchen haben vier Bauchzitzen. Die Oberseite ist hell gelbbraun bis rötlichbraun mit schwarzen Schutzhaar. Die Unterseite ist weiß. Der Schwanz ist an der Oberseite braun und an der Unterseite weiß.

## Vorkommen
Die Johnson-Maus kommt in den Davenport und Murchison Ranges südöstlich von Tennant Creek sowie in der Mittiebah Range nahe der Alexandria Station im Barkly Tableland im Northern Territory vor. Weitere Vorkommen sind von der Umgebung der Stadt Mount Isa in Queensland und von der Kimberley-Region in Western Australia bekannt.

## Lebensraum
Die Johnson-Maus bewohnt eine Vielzahl von Lebensräumen einschließlich offenes Waldland, bewaldete Täler, dichtes buschiges Unterholz und Spinifex-Grasland, das von Arten wie Plectrachne pungens und Triodia longiceps dominiert ist. Diese Art bevorzugt mit Kieselsteinen bedeckte Bergkämme sowie Ebenen mit Kieselsteinhügeln und Grasland.

## Lebensweise
Die Johnson-Maus lebt in einem komplexen Bausystem mit einem Hügel von Kieselsteinen neben dem Eingang, der später verschlossen wird. Säugende Weibchen wurden zwischen August und September beobachtet.

## Status
In der Vergangenheit wurde diese Art als selten betrachtet. Studien der Mäusepopulationen aus Queensland, dem Northern Territory und Western Australia zeigten jedoch, dass die Johnson-Maus häufiger ist, als zunächst angenommen. Obwohl das Verbreitungsgebiet fragmentiert ist, ist diese Art weit verbreitet und der Bestand stabil. Daher wird sie von der IUCN in die Kategorie „nicht gefährdet“ (least concern) klassifiziert.

## Systematik
Das 1986 von Darrell John Kitchener und William F. Humphreys beschriebene Taxon Pseudomys laborifex, das noch 2005 im Standardwerk Mammal Species of the World als valide Art aufgeführt wurde, gilt seit 2007 als konspezifisch mit Pseudomys johnsoni.